# 威廉斯嶺
80°30′S 29°20′W / 80.500°S 29.333°W
威廉斯嶺（英語：Williams Ridge）是南極洲的山嶺，位於科茨地，處於霍尼韋爾峰西北面1.9公里，屬於沙克爾頓山脈的一部分，海拔高度1,060米，在1957年由英聯邦探險隊繪入地圖，現時由南極條約體系管理。